# 過保護小姐
《過度保護的加穗子》是於2017年的7月12日起在日本電視台「水十」時段播出的連續劇。由高畑充希主演。台灣的OTT平台KKTV也在季中時宣布將於每週四18:00獨家同步放送。中國大陸芒果TV于2017年9月25日全網獨播。
另在本篇電視劇結束的一年後，於2018年的9月19日播放續作《過度保護的加穗子－2018特別篇　愛與夢想》；KKTV則在10月2日同步播映。

## 劇情概要
故事中的女主角根本加穂子是一個從小被父母捧在手心細心呵護，別說外宿，就連自己買東西都沒有過的22歲女大生。在她與不管是性格還是背景都與他完全相反的麦野初相遇之後，漸漸脫離父母的保護圈，逐漸的走上自我成長之路。

## 登場人物

### 主要人物
根本加穗子：高畑充希
本劇主角，加穗子在日文中音同過保護。因為是得來不易的孩子，從小被父母呵護長大，每天早上都是媽媽叫起床、幫忙選衣服和做便當的，父親也常常在加穗子的撒嬌攻勢下敗陣下來，甚至每天晚上買甜點回家。生日派對會辦到三次（三次分別為在家、外婆家、奶奶家）
吃晚餐的時候，家裡電視播的不是電視節目而是小時候的錄影帶。為人正直，會努力向上的類型，對家人十分關心。
本劇最後和麦野初結為夫妻。
代表動物是仍有蝌蚪尾巴的青蛙。
麦野初：竹內涼真
與加穗子同校的大學美術系學生。在孤兒院長大，對於像加穗子這樣的過保護不贊同，劇中第一集就對過保護的加穗子提出強烈的譴責。打了很多工，但不願升成正職，是因為希望能成為像畢卡索一樣的畫家。自信之作大多不受到加穗子的認同，反倒是人物的素描受到好評。
是個比較會看臉色說話的類型，但在面對加穗子時總是說出心中的想法。

### 根本家
根本正高：時任三郎（兼任旁白）
加穗子的父親，從事保險業。
雖然對過於寵溺加穗子感到不安，但在強勢的妻子前無法坦地表達其想法，反倒時常幻想自己強勢起來時的狀態，也常在旁白說出自己的吐槽。
根本泉：黑木瞳
加穗子的母親。全職主婦。
以過度保護的方式養育加穗子。每日例行公事是在晚飯後觀看加穗子幼兒時期的錄影帶。
生活重心是以女兒為主，被身為旁白的丈夫形容是城堡中的女王（公主是加穗子），相較之下對於丈夫顯然冷淡許多，每天的例行問答就是「爸爸 明天要準備你的晚餐嗎？」
在離開習慣的生活圈後會性情大變，在正高的老家時顯得畏縮。

### 国村家
国村衛：佐藤二朗
環的丈夫。職業為警察，二年前與環結婚。
国村環：中島廣子
泉的妹妹（次女）。自幼體弱多病，二年前與衛結婚。

### 富田家
富田厚司：夙川原子
節的丈夫。職業是護理師。
富田節：西尾麻里
泉的妹妹（三女）。為了能讓女兒（糸）出國留學總是省吃儉用。
富田糸：久保田紗友 （页面存档备份，存于）
節的女兒。幼年時與加穗子的關係如姊妹一般。
目標是成為大提琴家，本人也確實擁有這方面的才能。

### 根本家（正高的本家）
根本正興：平泉成
正高的父親。
口頭禪是「明天再説」
根本多枝：梅澤昌代
正高的母親。
根本教子：濱田麻里
正高的妹妹。住在老家，常常提出一些點子想賺錢，但大多都太過於理想化。

### 並木家
並木福士：西岡德馬
泉的父親。孩子氣，時常提出要求被女兒們反駁後會鬧脾氣。
並木初代：三田佳子
泉的母親。
代表動物是大象，因為總是能冷靜地處理家人間的大小事。
看好加穗子的能力，認為她是能將家人連繫起來並守護好這個家族的人。

### 特別客串
矢部：飯田基祐（第一集、第二集、第五集）
正高的知心好友。職位為部長。
家内悟：松嶋亮太（第八集）
加穗子在聯誼派對上遇見的男性。身高172公分、B型、43歲。任職IT產業。年收入400萬日圓。
保：橫山歩（第七集－完結篇）
教子在路上遇見的走失兒童。言語粗魯且態度傲慢。之後成為「翔光園」的院童。
岩崎：柳谷友香（第八集、完結篇）
兒童育幼院「翔光園」的園長。
元子：高橋瞳（第八集）
麥野的親生母親。

## 製作團隊
- 劇本：遊川和彥
- 總製作人：西憲彦
- 製作人：大平太、田上理莎（田上リサ）
- 導演：南雲聖一、日暮謙、伊藤彰記、明石廣人
- 音樂：平井真美子
- 主題曲：星野源「Family Song」[7]（Speed Star Records）
- 製作協助：5年D組
- 製作出品：日本電視台

## 片頭演出
每集的片頭，加穗子穿著服裝設計師武田久美子以氣泡防撞紙為材料設計的禮服，服裝以過度保護的公主作為設計概念，上面則貼著「天地無用」「特級品」「易碎物品注意」等字樣的紙條。第一集片頭為加穗子穿著此氣泡防撞紙禮服，從第二集起會將禮服脫下，脫下之後每集會以不同的角色扮裝來呈現，如嬰兒裝、幼兒園兒童裝等。

## 播出日程
9月6日因現場轉播世界大冠軍盃排球賽女子組「日本vs俄羅斯」比賽，原時段的第九集延後45分鐘播出。
| 集數                                                | 播出日期      | 日文標題 | 中文標題     | 導演     | 收視率 | 片頭扮演的角色           | 備註           |
| --------------------------------------------------- | ------------- | -------- | ------------ | -------- | ------ | ------------------------ | -------------- |
| 第一集                                              | 2017年7月12日 | -        | -            | 南雲聖一 | 11.6%  | 穿著氣泡防撞紙禮服的公主 | 10分鐘加長版   |
| 第二集                                              | 2017年7月19日 |          | 最初的惡意   | 南雲聖一 | 10.8%  | 嬰兒                     |                |
| 第三集                                              | 2017年7月26日 |          | 怒火         | 日暮謙   | 12.0%  | 幼稚園孩童               |                |
| 第四集                                              | 2017年8月2日  |          | 斷絕關係     | 伊藤彰記 | 11.1%  | 小學生                   |                |
| 第五集                                              | 2017年8月9日  |          | 無力         | 南雲聖一 | 12.1%  | 中學生                   |                |
| 第六集                                              | 2017年8月16日 |          | 好喜欢       | 明石廣人 | 10.9%  | 高中生                   |                |
| 第七集                                              | 2017年8月23日 |          | 不要哭！     | 日暮謙   | 10.8%  | 大學生                   |                |
| 第八集                                              | 2017年8月30日 |          | 想見你       | 南雲聖一 | 11.5%  | 就業新鮮人               |                |
| 第九集                                              | 2017年9月6日  |          | 誓約         | 日暮謙   | 9.9%   | 蠶蛹                     | 延後45分鐘播出 |
| 完结篇                                              | 2017年9月13日 |          | 我的生存之道 | 南雲聖一 | 14.0%  | 灰姑娘                   |                |
| 收視率11.5%（收視率由Video Research於關東地區調查） |               |          |              |          |        |                          |                |

## 獎項
| 名稱                    | 獎項     | 得獎者   | 結果 |
| ----------------------- | -------- | -------- | ---- |
| 第9回CONFiDENCE日劇大獎 | 女主角獎 | 高畑充希 | 獲獎 |
| 第9回CONFiDENCE日劇大獎 | 男配角獎 | 竹內涼真 | 獲獎 |
| 第94回日劇學院賞        | 男配角獎 | 竹內涼真 | 獲獎 |

## 外部連結
- 日本電視台官方網站 （页面存档备份，存于）
- 《過度保護的加穗子－２０１８特別篇　愛與夢想 （页面存档备份，存于）－日本電視台官方網站

- 《過度保的加穗子》 （页面存档备份，存于）－KKTV播放頁面
- 《過保護小姐》 （页面存档备份，存于）－緯來日本台官方網站

- 《過保護のカホコ》 （页面存档备份，存于）－日本偶像劇場頁面

| 日本電視台 日本電視台週三連續劇           | 日本電視台 日本電視台週三連續劇                 | 日本電視台 日本電視台週三連續劇 |
| ----------------------------------------- | ----------------------------------------------- | ------------------------------- |
|                                           | 過度保的加穗子 （2017年7月12日－2017年9月13日） |                                 |
| 成為母親 （2017年4月12日－2017年6月14日） | 太太 請小心輕放 （2017年10月4日－）             |                                 |

| 臺灣 緯來日本台 週一至週五 22:00至23:00 | 臺灣 緯來日本台 週一至週五 22:00至23:00 | 臺灣 緯來日本台 週一至週五 22:00至23:00 |
| --------------------------------------- | --------------------------------------- | --------------------------------------- |
|                                         | （2017年11月9日－2017年11月22日）       |                                         |
| （2017年10月26日－2017年11月8日）       | （2017年11月23日－2017年12月6日）       |                                         |